# Ulrik Remy
Ulrik Remy (* 24. Februar 1949 in Gelsenkirchen-Buer; † am oder vor dem 11. Januar 2024 in Aachen) war ein deutscher Schriftsteller, Komponist und Liedermacher.

## Leben
Remy wuchs zunächst in Wattenscheid auf. 1956 zog seine Familie mit ihm nach Weiden bei Köln. Ab 1960 besuchte er das Internat Landheim Ammersee. Im Nachbardorf wohnte der Komponist Carl Orff. Mit ihm und dem Dirigenten Rafael Kubelík begann seine musikalische Ausbildung. Nachdem er im Januar 1967 sein Debütkonzert dirigiert hatte, wurde er nach Köln geholt und machte dort 1969 sein Abitur. Während seines Jurastudiums in Köln erlebte er ab 1971 erste Erfolge als Liedermacher. Er wechselte dort als Künstler ins Profilager, schrieb Lieder, Gedichte, Drehbücher und Geschichten, moderierte im Hörfunk (z. B. das Nachtprogramm im WDR), schauspielerte, führte Regie und trat auch als Sänger auf.
1974 erschien sein Debütalbum Jeder kommt irgendwoher, noch unter dem Namen „Ulrik“. Die darauf enthaltene Single Die Kneipe hielt sich 16 Wochen in den deutschen Singlecharts und stieß bis auf Platz 20 vor. Nach drei weiteren Alben für große Labels gründete er 1978 „Remy Music“ und produzierte seine Platten künftig selbst. 
1981 zog er sich von der Bühne zurück und übersiedelte nach Italien. 1982 übernahm er eine Stelle als Radiomoderator bei einer Lokalradiostation in Portoferraio, Italien. Er erhielt einen Linguistik-Lehrauftrag an der Universität Siena. 1983 war er Gründer und Betreiber von RadioMar in Alicante, Spanien. 
1990 kehrte er zeitweilig nach Deutschland zurück und arbeitete als Schriftsteller und Sprachenlehrer, bevor er 1994 in die Vereinigten Staaten auswanderte, wo er als Manager in verschiedenen Software- und Telekommunikationsunternehmen tätig war. Nachdem die Anlage seiner Firma MacroTEL 2004 durch den Hurrikan Frances zerstört worden war, arbeitete er nur noch als Komponist und Schriftsteller.
Im August 2015 kehrte er nach Deutschland zurück. Zuletzt lebte er in Aachen, wo er am 11. Januar 2024 tot in seiner Wohnung aufgefunden wurde.

## Preise und Ehrungen
- Goldmedaille der International Federation of Festival Organizations (FIDOF)[2]
- Preis des Europäischen Städtetages (1985)
- Sieger des INTROFESTICUR in Willemstad/Curaçao (1987)

## Diskografie
- 1973 – Jeder kommt irgendwoher – LP, 12 Lieder – Philips
- 1974 – Wieder unterwegs – LP, 9 Lieder – Philips
- 1976 – Freiheit ist kein bunter Vogel – LP, 12 Lieder – Intercord
- 1977 – Steine in den Rhein – LP, 10 Lieder – Hansa/der andere song
- 1978 – Nur ein Lied – LP, 12 Lieder – Remy Music (Eigenverlag)
- 1980 – Pflastertreter – LP, 10 Lieder – Remy Music (Eigenverlag) / CBS Aladin
- 1981 – Asche & Perlen – MC, 12 Lieder (div. Auflagen mit unterschiedlichen Titeln) – Remy Music (Eigenverlag)
- 2006 – Everglades Symphony – Sinfonie Nr. 1 – Remy Media (Eigenverlag)
- 2006 – Sinfonia Atlantica – Sinfonie Nr. 2 – Remy Media (Eigenverlag)
- 2006 – Green River Cantata – Kantate für Chor, Soli und Kammerorchester – Remy Media (Eigenverlag)
- 2008 – Spring ("Frühling") – Sinfonie Nr. 3 – Remy Media (Eigenverlag)
- 2008 – Liberty Bell – Sinfonie Nr. 4 – Remy Media (Eigenverlag)
- 2009 – Concerto for Piano, Violin, and Orchestra – Remy Media (Eigenverlag)
- 2009 – Piano Concerto op. 15 - Remy Media (Eigenverlag)
- 2009 – Remy Reads Remy – Hörbuch (englisch) – Remy Media Audiobook (Eigenverlag)
- 2009 – Remy liest Remy – Hörbuch – Remy Media Audiobook (Eigenverlag)
- 2010 – The Song of the Phoenix – Sinfonie Nr. 5 – Remy Media (Eigenverlag)
- 2011 – Raritäten – 18 zuvor unveröffentlichte Lieder – Remy Media (Eigenverlag)
- 2011 – Piano Concerto # 2 op. 17 – Remy Media (Eigenverlag)
- 2012 – War Symphony – Sinfonie Nr. 6 op. 18 – Remy Media (Eigenverlag)
- 2012 – Cello Concerto op. 19 – Remy Media (Eigenverlag)
- 2014 – Nathan – Sinfonie Nr. 7 op. 20 (Eigenverlag)
- 2014 – Sing What Must Be Sung – Folk Favorites Vol. 1 – Remy Media (Eigenverlag)
- 2014 – Violin Concerto op. 21 – Remy Media (Eigenverlag)
- 2015 – All the Joy That Is Mine – Folk Favorites Vol. 2 – Remy Media (Eigenverlag)
- 2016 – A Mighty Restles Man – Folk Favorites Vol. 3 – Remy Media (Eigenverlag)